# Гумова куля

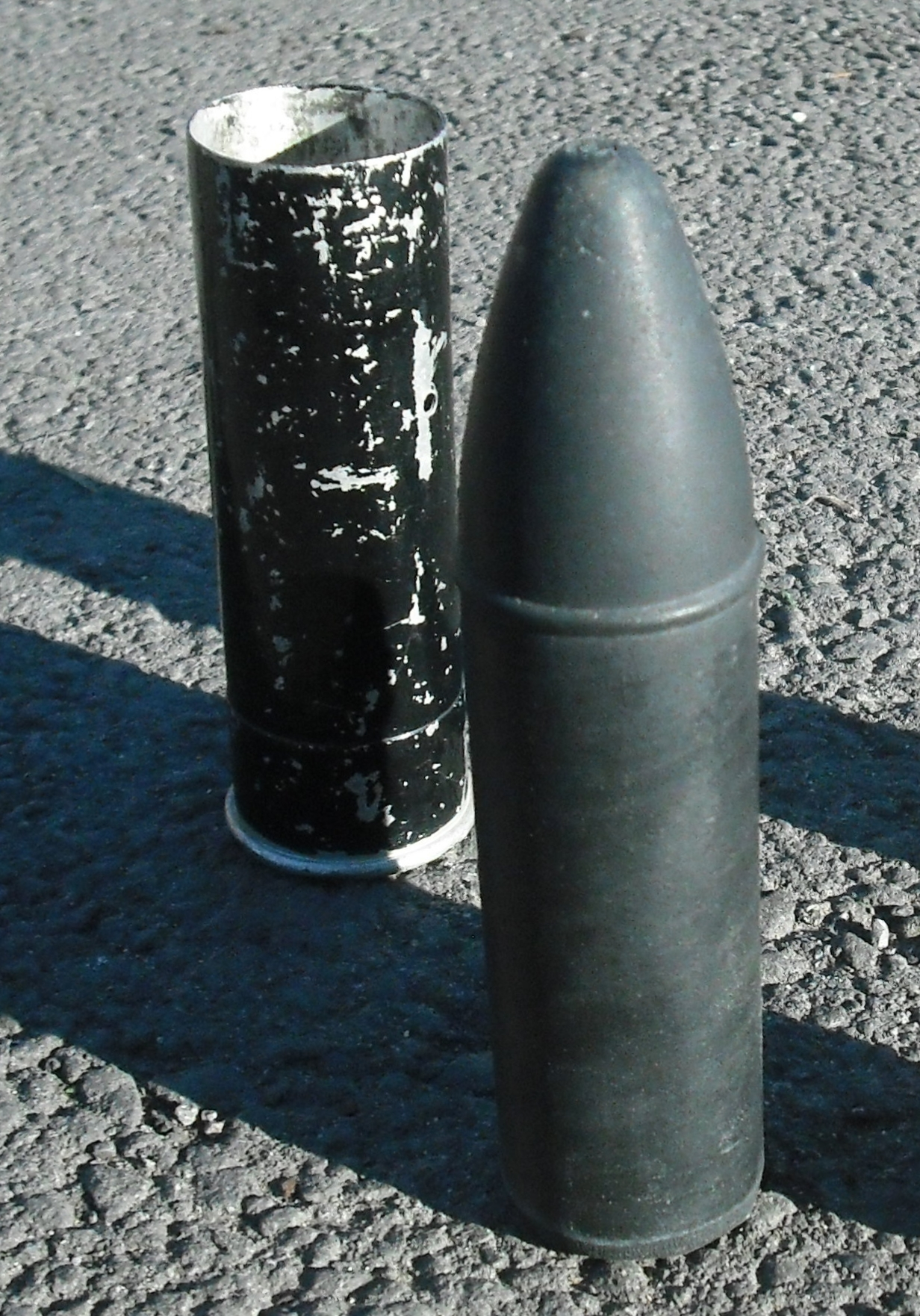
37 мм англійська гумова куля з набоєм

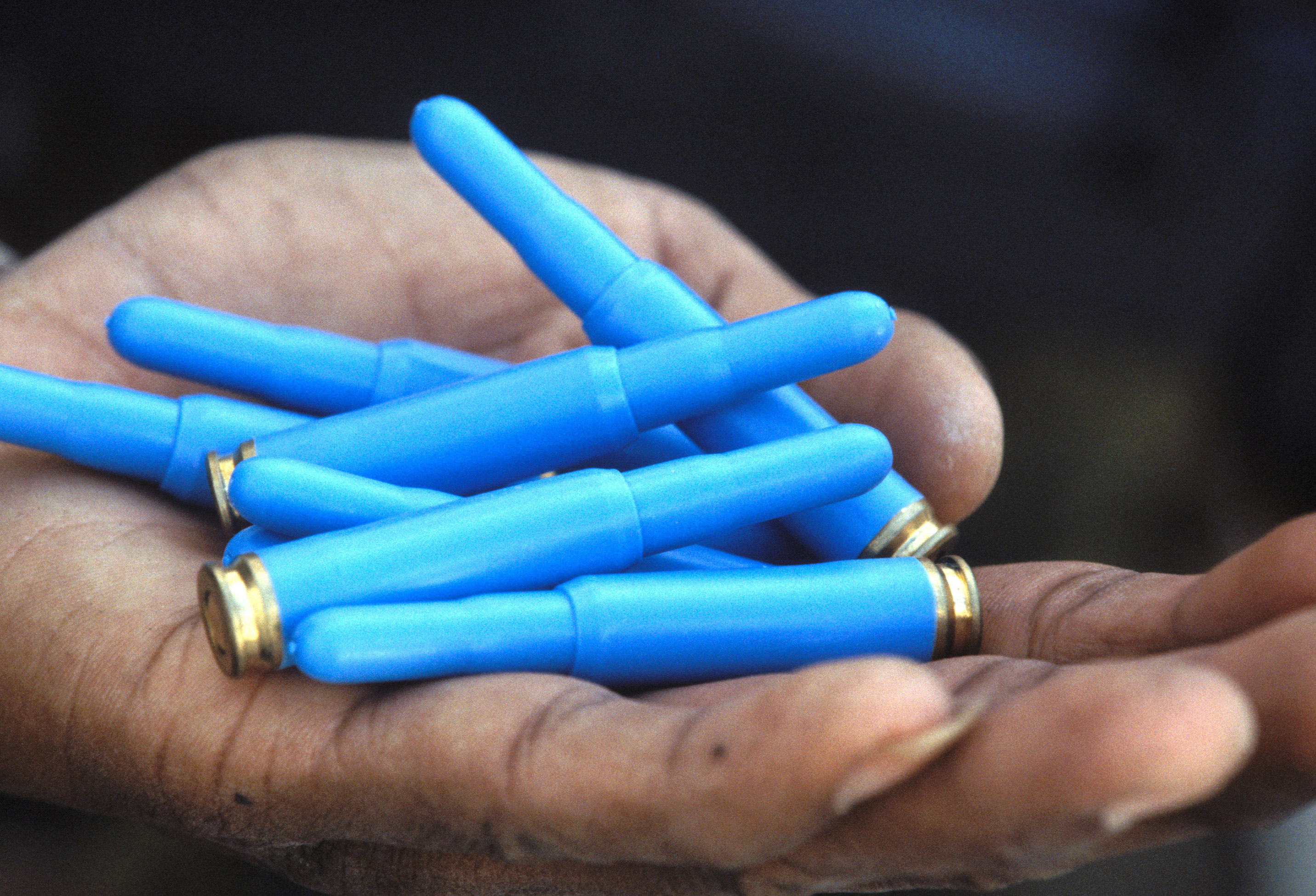
7,62-мм патрони з гумовими кулями, які застосовували солдати миротворчого контингенту ООН у Сомалі в 1996 році

Гумова куля — куля, виготовлена з гуми або іншого пружного полімерного матеріалу і призначена для тимчасового виведення з ладу людей без нанесення смертельних поранень. На малих відстанях становить загрозу для життя. Патрони з гумовими кулями застосовуються в поліцейській та травматичній зброї.

## Конструкція

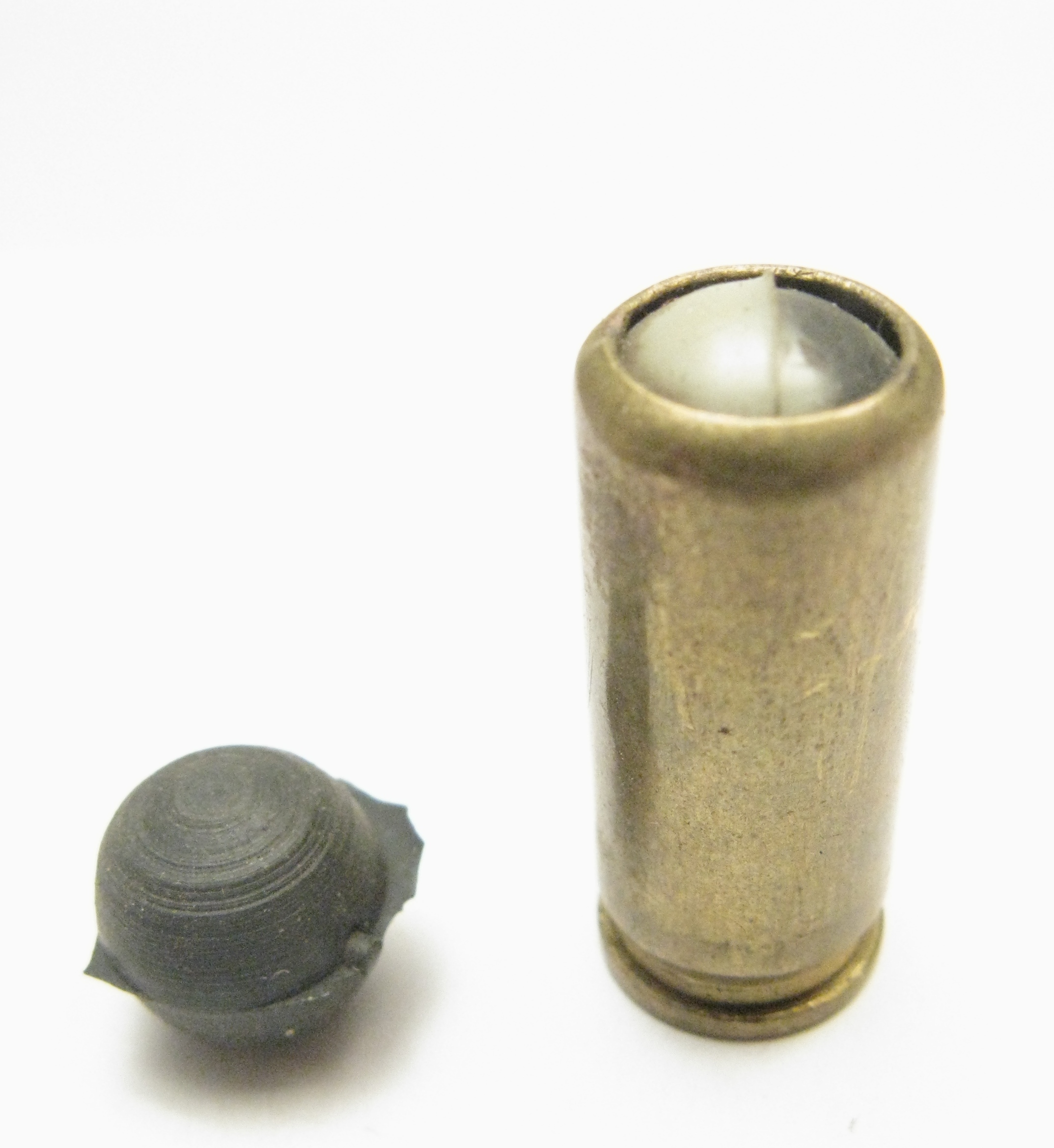
9 мм гумова куля з набоєм

Гумові кулі відрізняються калібром і конструкцією, найбільшого поширення набули наступні варіанти:
- Литі гумові кулі — зазвичай виконані вигляді кульки або циліндра (їх виготовляють з середньої за твердістю гуми, полівінілхлорида). У порівнянні з гумовими кулями, що мають тверде осердя, є більш безпечними при застосуванні на близьких дистанціях, але мають схильність до рикошетів при зіткненні з перешкодою;
- Гумові кулі з твердим осердям (зазвичай, металевим). У порівнянні з гумовими кулями без осердя, відрізняються більшою точністю і збільшеною зупиняючою дією (внаслідок зростання маси). У той же час, такі кулі відрізняються більш високою пробивною дією;
- Патрони, споряджені гумовою картеччю.

## Безпечність
В результаті дослідження групи постраждалих від гумових куль, проведеного в Медичному центрі в Хайфі було виявлено, що лише близько половини поранень гумовими кулями були оцінені як легкі, 35% були віднесені до середньої тяжкості, а 19% поранень були визнані важкими; троє з 152 постраждалих загинули.